# Pandanus subcylindricus
Pandanus subcylindricus là một loài thực vật có hoa trong họ Dứa dại. Loài này được H.St.John miêu tả khoa học đầu tiên năm 1989.